# Duna Aszfalt
Az 1996-ban alapított 100%-ban magyar tulajdonú Duna Aszfalt a hazai mélyépítés meghatározó szereplője és az ország számos településén végez út- és mélyépítő tevékenységet fővállalkozóként önkormányzatoknak, gazdasági társaságoknak, a  Nemzeti Infrastruktúra Fejlesztő Zrt.-nek és a Magyar Közút Nonprofit Zrt.-nek.
A Duna Aszfalt Zrt. (jogelődje a Duna Aszfalt Kft.) a Duna Csoport  vezető vállalkozása, de a cégcsoport tagja még a Hódút Kft., a Közgép Zrt., a Magyar Vakond Kft., a Hódút Freeway Kft. és a Vakond Via Kft. is.
A cégcsoportnak jelenleg több mint 1900 munkatársa van.
Fő tevékenységek:
- útépítés és -felújítás
- közművezetékek fektetése, víz- és szennyvíztisztító műtárgyak építése
- környezetvédelmi projektek megvalósítása
- komplex infrastruktúra-fejlesztés
- hídépítés

A Coface CEE Top 500 rangsor szerint 2021-ben Magyarország 43. és Közép- és Kelet-Európa 308. legnagyobb forgalmú vállalata. 2022-ben nem szerepelt az 500-as listán.

## Története
A Duna Aszfalt Kft-ét Szíjj László és Varga Károly üzletemberek alapították 1996-ban. 2015-ben, kivásárolva 50%-os tulajdonostársát, a Duna Aszfalt, majd 2019-ben a teljes cégcsoport Szíjj László egyszemélyes tulajdonába került. A Duna Aszfalt 2020 októberétől zártkörűen működő részvénytársaságként működik.,
A Duna Aszfalt cégcsoport mai formája 2010-ben jött létre. A cégcsoport tagjai a vezető vállalkozásán, a Duna Aszfalt Zrt.-én túl: az útfelújítással, útépítéssel, hídépítéssel és környezetvédelmi beruházások megvalósításával foglalkozó és útépítéshez kapcsolódó minősített labortevékenységet folytató Hódút Kft., a mélyépítéssel, útépítéssel, közműépítéssel foglalkozó Magyar Vakond Kft., bányászati tevékenységgel, aszfalt- és betongyártással foglalkozó Hódút Freeway Kft., gépészeti javításra és mélyépítési gépmunka szolgáltatásokra szakosodott Vakond Via Kft., és acélszerkezetek gyártását, hídépítést, -felújítást, autópálya-, vasút-, közmű- és környezetvédelmi beruházásokat is végző Közgép Zrt. 
2024-ben felvásárolta Lengyelországban a Mota-Engil Central Europe cégcsoportot, 2025-ben pedig megállapodást kötött a brassói székhelyű Euro Strada SRL megvásárlásáról, melyhez még szükség van a román hatóságok jóváhagyására.
| Év   | Árbevétel (milliárd Ft) | Nyereség (milliárd Ft) |
| ---- | ----------------------- | ---------------------- |
| 2007 | 11,1                    | 0,2                    |
| 2008 | 13                      | 0,3                    |
| 2009 | 17,4                    | 1,1                    |
| 2010 | 18,3                    | 0,9                    |
| 2011 | 21,8                    | 1,2                    |
| 2012 | 32,5                    | 1,9                    |
| 2013 | 54,1                    | 3,9                    |
| 2014 | 86,5                    | 7,4                    |
| 2015 | 124,5                   | 11,1                   |
| 2016 | 32,5                    | 11,1                   |
| 2017 | 75,6                    | 18,7                   |
| 2018 | 129,5                   | 18,6                   |
| 2019 | 157,5                   | 24,35                  |

A Duna Aszfalt 2020-ban 19,8 milliárd forintos nyereséget könyvelhetett el 2020 első kilenc hónapjában.

## Tevékenysége
A jelentős gépparkkal, közel 1900 dolgozóval rendelkező Duna Aszfalt cégcsoportnak országosan jelenleg a mélyépítés teljes spektrumát lefedő területi igazgatóságai vannak, az autópálya építésekhez pedig külön projektirodákat működtet. Ezeket 20 fő építés-vezetőség és projektiroda, 11 aszfaltkeverő telep, 8 mobil betonkeverő, 2 kőbánya, 1 emulziógyártó és 1 útépítési laboratórium szolgálja ki. A vállalatcsoport ISO 9001:2000, ISO 14001, OHSAS 18001 minőségügyi rendszerekkel, valamint NATO beszállításra alkalmas igazoló tanúsítvánnyal is rendelkezik.
Nem csak jelentős hazai, de nemzetközi referenciákkal is rendelkezik.

### Hazai projektek
A Duna Aszfalt legfontosabb projektjei az elmúlt években a kecskeméti Mercedes gyár tereprendezési, útépítési és térburkolási munkái, az M43-as autópálya 23 km-es szakaszának építése, a 445-ös főút Kecskemét északi elkerülő építése és a 348-as Nyíregyháza elkerülő építése voltak. A Duna Csoport egyik tagjának, referencia projektjei közt szerepel a 2020-ban átadott Duna felett átívelő, Magyarországot Szlovákiával összekötő Monostori híd. Az új komáromi híd kivitelezésén a Hódút Kft. kiemelt alvállalkozóként dolgozott.

#### Folyamatban lévő magyarországi beruházások

##### Útépítés
A társaság jelenleg (2021-ben) többek között az M4-es autópálya három, az M35-ös autópálya egy és az M44-es autóút két szakaszán dolgozik.

##### Hídépítés
A 2024 nyarára elkészülő, közel egy kilométeres Tomori Pál híd a 20. híd lesz a Duna magyarországi szakaszán és új főút is épül hozzá. A Nemzeti Infrastruktúra Fejlesztő Zrt. (NIF) beruházását a Duna Aszfalt Zrt. kivitelezi.
A társaság Budapesten a Rákóczi híd (korábban Lágymányosi híd) közvetlen szomszédságában lévő Összekötő vasúti híd (népnyelven sokszor még: Déli összekötő vasúti híd) felújítását és bővítését végzi, valamint Szolnok északi elkerülőjének részeként a Tisza felett épít átjárót.

### Nemzetközi projektek
A Duna Csoport Romániában és Lengyelországban összesen nagyjából 30 milliárd forint értékben vett vagy vesz részt építkezéseken. A cégcsoport Romániában Aradon útfelújításokon dolgozott, Szatmárnémetiben csatornázott, az egyik legnagyobb munkájuk pedig a Szatmárnémetit Nagyváraddal összekötő, mintegy 130 kilométeres út felújítása volt. Lengyelországban a 2015-től a Hódút tulajdonában Katowice közelében működő Banimex építőipari cégük a hídépítésekhez szükséges acélszerkezetek legyártására specializálódott. A Duna cégcsoport lengyel tagjaként összesen nyolc hídépítési beruházásban és ahhoz kapcsolódó munkákban vállalt kiemelt kivitelezői szerepet. Ezek közül kiemelkedik Lengyelország legnagyobb folyója, a Visztula fölé épített híd. A szintén dél-lengyelországi Nowy Saczban pedig közúti csomópontot, valamint gyalogos és kerékpáros hidat alakítottak ki.
A Duna cégcsoport jelenleg egy jelentős méretű koncessziós szerződés végrehajtásán dolgozik Afrika egyik legjelentősebb infrastrukturális fejlesztésében. A világgazdaság szempontjából is számottevő, közel 473 millió dollárosra (138 milliárd forintosra) becsült afrikai útépítő beruházás két héttel lerövidítené a kongói ásványkincsek (az elektronikai eszközök gyártásában elengedhetetlen réz és ritkaföldfém) szállítását az azok fő felhasználója, Kína elérésében kiemelt jelentőségű tanzániai kikötőkbe. Ennek részeként a kongói Katanga tartomány és a tanzániai Dar-es-Salaam kikötője között épülhet kulcsfontosságú híd a Duna Aszfalt Zrt. és fejlesztési bankok finanszírozásában, public-private partnership (PPP) projekt keretében, a magyar cég szakmai és pénzügyi befektetésével és koordinálásával.

## Fenntarthatóság, környezetvédelem
A vállalatcsoport egyik zászlóshajója a fenntarthatóság, mely magában foglalja a legújabb, innovatív és egyben környezetbarát technológiák alkalmazását. Kiváló példája ennek a francia licenc alapján előállított LEA (Low Energy Asphalt) mérsékelt, hőmérsékletű aszfaltkeverék, melynek kizárólagos hazai forgalmazója a Duna Csoport. Az új eljárás a hagyományos technológiával szemben jóval kisebb széndioxid-kibocsátással és energiafelhasználással jár, így jelentősen hozzájárul az üvegházhatás csökkenéséhez. A cégcsoport célkitűzései közé tartozik, hogy a jövőben elsősorban LEA alkalmazásával végezzék útépítési munkáikat, ezért 2014-ben második aszfaltkeverő telepüket is alkalmassá tették a LEA gyártására. A Duna Csoport több innovatív technológiai megoldást dolgozott ki, melyekkel még inkább környezetbaráttá, gazdaságossá tehető az útépítés.

### Tehetséggondozás
A cégcsoport 2021-ben indította el Duna Group Tehetséggondozás programját, ahol az építőmérnök hallgatók a cégcsoport legkiemelkedőbb projektjein dolgozhatnak út-, híd-, versenypálya-, vagy akár vízépítés területeken. A 8 hónapos gyakorlati képzés keretében már a tanuló évek alatt komoly építőmérnöki gyakorlatot szerezhetnek és a szakmai képzésen túl pénzügyi támogatáshoz juthatnak.
2020-ban indult el a Duna Group Szabadegyetem szakmai rendezvénysorozat azzal a céllal, hogy a legnagyobb felső oktatási intézmények legambiciózusabb építőmérnök hallgatóit már az egyetemi évek alatt személyesen összeismertesse.
A Duna Aszfalt az egyetemisták mellett az általános és középiskolások tehetséggondozását is kiemelt kezeli. A gyönki iskola tanulóiból álló kórust, a Harmónia – Rend Band-et 2018 óta több projektben támogatta a Duna Aszfalt, legutóbb új hangtechnikai felszerelések megvételével és a külföldi vendégszereplések támogatásával. A debreceni Mechwart szakgimnáziumban 2019-ben megrendezett, a mérnöki pálya sokszínűségét népszerűsítő versenyt, VII. Mechwart LEGO Robot Kupát a Duna cégcsoport is támogatta.

## Társadalmi felelősségvállalás
A Duna Aszfalt folyamatosan áldoz az egészségügy támogatására. 2013 és 2021 között számos orvosi műszert és programokhoz szükséges pénzt adományozott számos egészségügyi intézménynek, köztük az Országos Onkológiai Intézetnek, Kecskeméti Kórháznak, a Bács-Kiskun Megyei Kórháznak, a Peter Cerny Alapítványnak és 100 millió forinttal járult hozzá 2019-ben az SMA beteg Levente kezelési költségeihez. A társaság legutóbb 2021 januárjában a Bács-Kiskun Megyei Oktatókórháznak adományozott 2 lélegeztetőgépet 17 millió Ft értékben.
A Duna Aszfalt finanszírozásával vagy támogatásával számos hátrányos helyzetű és rászoruló ember számára indított program valósulhatott meg (például 2016-ban értelmileg akadályozott, autista és magatartásproblémákkal küszködő gyermekek speciális tábora, 2018-ban és 2019-ben a kárpátaljai hadiárva és hadiözvegy, illetve rászoruló gyermekek rehabilitációs programja.) Legutóbb a Magyar Református Szeretetszolgálatnak 2020 októberében az Élelmezési Világnap alkalmával adományoztak a Duna Aszfalt dolgozói tartós élelmiszereket.  

### Sporttámogatás
A Duna Aszfalt állandó támogatója a  Duna Aszfalt – DTKH Kecskemét NB1-es kosárlabda csapatnak, a Telekom Veszprém Handball Team-nek és a Tiszakécske VSE-nek. De számos sport kupát, bajnokságot, világversenyt támogatott a legkülönfélébb sportágakban: torna, maraton, rally, WTCR
, rafting.